# Acered
Acered là một đô thị ở tỉnh Zaragoza, Aragon, Tây Ban Nha. Theo điều tra dân số 2018 của Viện thống kê Tây Ban Nha (INE), đô thị này có dân số là 165 người. Diện tích đô thị này là 30 ki-lô-mét vuông. Acered nằm ở độ cao 835 m trên mực nước biển.